# Eleição do Chefe do Executivo de Hong Kong (2007)
A eleição do Chefe do Executivo de Hong Kong teve lugar no dia 25 de Março de 2007. A eleição decorreu no centro de convenções AsiaWorld-Expo. Foi a primeira vez que houve disputa eleitoral para o comando da cidade desde que esta foi reintegrada na China, em 1 de Julho de 1997. 

## Forma de eleição
A eleição é feita de forma indirecta, através de um colégio eleitoral com o nome de "Comité Eleitoral" (EC). Este comité, constituído por 800 membros, é eleito somente por 3% da população de Hong Kong, mais concretamente, por pessoas individuais e/ou colectivas (ex: empresas, associações ou organizações locais) que pertencem ou representam os interesses de quatro sectores funcionais (Lei Básica de Hong Kong, Anexo I):
- Sectores industriais, comerciais e financeiros
- Sectores profissionais
- Trabalho, serviços sociais, religiosos e outros sectores
- Membros do Conselho Legislativo, representantes de membros dos Conselhos de Distritos, representantes do Heung Yee Kuk, deputados de Hong Kong à Assembleia Nacional Popular e representantes dos membros honcongueses do Comité Nacional da Conferência Consultiva Política do Povo Chinês.

Cada sector, circunscrição ou eleitorado funcional elege 200 membros para o Comité de Eleição.

## Resultados
O Chefe do Executivo de Hong Kong em funções, Donald Tsang, venceu as eleições, sendo reeleito para o cargo com 649 votos. O candidato derrotado, o deputado Alan Leong, do campo pró-democracia, obteve apenas 123 votos. Ele acusou a eleição de ser fraudulenta e exigiu maior democracia. Houve ainda 5 votos inválidos.
Após vencer as eleições, Donald Tsang foi oficialmente nomeado Chefe do Executivo de Hong Kong pelo Governo Popular Central chinês, em Pequim, por mais cinco anos. Já era amplamente esperado que ele vencesse, uma vez que o comité é composto por magnatas e outros membros da elite local, que normalmente votam no candidato apoiado pelo Governo Central chinês, em Pequim - caso do líder reeleito.
Tsang teve o delicado desafio de contornar o movimento pró-democracia que veio a produzir a candidatura de Leong. O último, apesar das poucas hipóteses de vitória, afirmou que a sua presença na eleição e nos debates televisivos - ambos inéditos em Hong Kong - mudaram o cenário político permanentemente.